# Antracen
Antracen – organiczny związek chemiczny, policykliczny węglowodór aromatyczny o trzech skondensowanych pierścieniach benzenowych. Jest głównym składnikiem tzw. oleju antracenowego (jedna z frakcji smoły węglowej).

## Występowanie
W 2010 grupa naukowców hiszpańskich ogłosiła odkrycie cząsteczek antracenu w przestrzeni kosmicznej. Odkrycia dokonano w konstelacji Perseusza w kierunku gwiazdy Cernis 52 w odległości około 700 lat świetlnych od Ziemi – w tym samym obłoku, w którym w 2008 roku odkryto obecność naftalenu. Odkrycie budzi jednak kontrowersje.

## Właściwości
Posiada właściwości scyntylacyjne: wydajność ok. 4%, maks. fluorescencji przy 447 nm, czas zaniku 2,7×10−8 s (maleje z obniżaniem temperatury).

Fotodimeryzacja antracenu pod wpływem promieniowania UV
Otrzymywany ze smoły pogazowej. Izomer fenantrenu.

## Zastosowanie
- używany jest do produkcji szkarłatu alizarynowego
- produkcja związków do konserwacji drewna i lakierów
- spektrometry scyntylacyjne cząstek β i detektory promieniowania jądrowego o dużej rozdzielczości